# Lindale (Kumbria)
Lindale – wieś w Anglii, w Kumbrii. Leży 75 km na południe od miasta Carlisle i 354 km na północny zachód od Londynu. W 2015 miejscowość liczyła 565 mieszkańców.